# Serrodes cordifera
Serrodes cordifera är en fjärilsart som beskrevs av Louis Beethoven Prout 1927. Serrodes cordifera ingår i släktet Serrodes och familjen nattflyn. Inga underarter finns listade i Catalogue of Life.